# Taildrop-Algorithmus
Der Taildrop-Algorithmus ist eine Art eines Algorithmus für einen Netzwerk-Scheduler zur Behandlung von Datenpaketen in (Internet-)Routern.

## Funktionsweise
Die Funktionsweise des Algorithmus ist in etwa die Folgende: Solange noch Platz im Empfangspuffer vorhanden ist, werden ankommende Pakete in diesen geschrieben. Kann ein Paket an den Empfänger weitergeleitet werden, wird es aus dem Empfangspuffer gelöscht. Wenn kein Platz mehr im Empfangspuffer vorhanden ist, werden ankommende Pakete verworfen.

## Vor- und Nachteile
Der Vorteil dieses Verfahrens ist die einfache Implementierung.
Nachteile des Verfahrens sind unvermittelt beim Erreichen der Maximalgröße des Puffers auftretende hohe Verlustraten in allen über diesen Router laufenden Verbindungen, sowie die daraufhin einsetzende Synchronisation (alle beteiligten Sender werden wieder versuchen, ihre Pakete zu senden). Durch den Synchronisationseffekt kann sich die Belastung des Routers über längere Zeit erhöhen.
Ein besseres Verfahren ist die Random early detection. In Verbindung mit Explicit Congestion Notification werden Pakete zunächst markiert, anstatt verworfen zu werden.